# جيمي ريد (كاتب)
جيمي ريد هو كاتب ومؤلف وشاعر كندي، ولد في 10 أبريل 1941 في تيمينز في كندا، وتوفي في 25 يونيو 2015.